# Summer Wine
«Summer Wine» es una canción escrita por Lee Hazlewood. Originalmente fue interpretada por Suzi Jane Hokom y Lee Hazlewood en 1966, pero se hizo popular con la interpretación de Nancy Sinatra y Lee Hazlewood en 1967. La versión de Nancy y Lee fue lanzada originalmente en el álbum Nancy in London a fines de 1966 y más tarde en la cara B del sencillo "Sugar Town" en diciembre de 1966. La canción se convirtió en un éxito, alcanzando el puesto 49 en la lista Hot 100 de Billboard en abril de 1967. A principios de 1968 se incluyó "Summer Wine" en el álbum de duetos de Sinatra y Hazlewood, Nancy & Lee. Fue el primero de la serie de duetos de éxito de Sinatra y Hazlewood.
En mayo de 2017 H&M utilizó la versión de Nancy y Lee en su campaña publicitaria "The Summer Shop 2017" y, como resultado, la canción debutó en el n.º 1 en la revista Billboard y en la lista Clio's Top TV Commercials de mayo de 2017.

## Contenido
"Summer Wine" describe a un hombre, en la voz de Hazlewood, que se encuentra con una mujer, Sinatra, quien se percata de sus espuelas de plata y le invita a tomar vino con ella. El vino le aturde y cuando intenta levantarse ella le ofrece más. Cuando el hombre se despierta descubre que tanto su dinero (un dólar y diez centavos) como sus espuelas de plata, así como la misteriosa mujer, han desaparecido.

## Versiones
Esta canción ha sido interpretada por Demis Roussos, Bono de U2 junto a The Corrs en el álbum VH1 Presents: The Corrs, Live In Dublin, la banda sueca Ultima Thule, Gry con FM Einheit y su orquesta, Anna Hanski y Lee Hazlewood, Scooter (en el álbum Sheffield del año 2000), Jack Grace y Moimir Papalescu y The Nihilists (con las partes masculina y femenina conmutadas).
Una versión interpretada por Ville Valo y Natalia Avelon para la banda sonora de Das Wilde Leben fue el 4º single más vendido de 2007 en Alemania y fue certificado como Platino por la BVMI.
Summer Wine también fue versionada por Ed Kuepper y Clare Bowditch en la segunda temporada del programa musical australiano Rockwiz.
El 18 de abril de 2013, Lana Del Rey lanzó un vídeo musical junto a Barrie-James O'Neill (de Kassidy).
En 2014 la cantante canadiense Cœur de Pirate hizo una versión para su álbum Trauma, que se utilizó como banda sonora de la quinta temporada de la serie de TV homónima, "Trauma".
Otra versión es la de la cantante austriaca Conchita Wurst, tanto en solitario en el concierto que ofreció en la Brucknerhaus de Linz en marzo de 2017 como a dúo con Georgij Makazaria, de Russkaja, acompañados de la Orquesta Sinfónica de Viena en la ceremonia de apertura del Festival de Viena ese mismo año.
El 11 de septiembre de 2019 la cantante francesa Clara Luciani y Alex Kapranos, de Franz Ferdinand, interpretaron una versión en francés e inglés de Summer Wine en el Olympia de París.  La versión fue lanzada oficialmente en julio de 2020.

### Versiones no inglesas
En 1968 la canción fue versionada en castellano por la cantante peruana Kela Gates junto a la banda Los Belking's con el título Néctar de verano. También por el grupo de rock boliviano de Los Ecos, que lo grabaron a finales de 1969 y publicaron como segundo sencillo a partir de 1970. Ese mismo año en Islandia fue versionada como "Sumarást" (Amor de verano) por Hljómsveit Ingimars Eydal, y en Turquía como "Babam Gibi" (Como el padre) por el dúo Tanju Okan y Rüçhan Çamay.
Una versión francesa titulada "Le Vin de l'été" (El vino del verano), escrita por Eddy Marnay, fue lanzada por Marie Laforêt y Gérard Klein en 1969.
En 1971 una versión turca fue interpretada por Zümrüt y Ömür Göksel bajo el título de "Kaçamak" (Escape), canción que se convirtió en el mejor ejemplo del pop-kitsch turco debido a lo cómico de su letra.
"Yen Kayitz" (Vino de verano) fue la versión en hebreo interpretada por Chava Alberstein y Dani Litani en 1976, con traducción de Ehud Manor.
Dos versiones diferentes en alemán fueron lanzadas por Roland Kaiser, junto a Mary Roos e Ireen Sheer en vivo en 1995 y al año siguiente con Nancy Sinatra, y por Claudia Jung y Nik P. en 2007.
Una versión islandesa fue interpretada en 2007 por Helgi Björnsson y Ragnhildur Steinunn para la película Astrópia.
Una versión en flamenco llamada "Toverdrank" (Poción) incluida en el álbum Een man zoals ik fue interpretada por Guido Belcanto y An Pierlé en 2011.

## Posiciones en las listas
| Año  | Intérpretes                   | Posiciones     | Posiciones     | Posiciones     | Posiciones | Posiciones     | Posiciones     | Notas                                                               | Ref.   |
| Año  | Intérpretes                   | # DE           | # AT           | # SH           | # UK       | # US           | # FI           | Notas                                                               | Ref.   |
| ---- | ----------------------------- | -------------- | -------------- | -------------- | ---------- | -------------- | -------------- | ------------------------------------------------------------------- | ------ |
| 1967 | Lee Hazlewood y Nancy Sinatra | —              | 6 (8 semanas)  | —              | —          | 49 (9 semanas) | —              | Primera publicación: octubre de 1966                                | [ 20 ] |
| 2007 | Ville Valo y Natalia Avelon   | 2 (45 semanas) | 4 (33 semanas) | 2 (37 semanas) | —          | —              | 1 (31 semanas) | Primera publicación: 26. enero de 2007 Disco de platino en Alemania | [ 21 ] |